# Anton Giulio Brignole Sale
Anton Giulio Brignole Sale (Génova, República de Génova; 23 de junio de 1605-Génova, 20 de marzo de 1662) fue un poeta, escritor, dramaturgo y predicador italiano.

## Biografía
Hijo de Giovanni Francesco Brignole, que fue dux de Génova entre 1636 y 1637, Anton Giulio Brignole Sale procedió de una familia de la nueva nobleza que había logrado una considerable prosperidad gracias a la fabricación y al comercio de la seda. Después, la familia Brignole se dedicó a las inversiones financieras e inmobiliarias características del «siglo de los genoveses». El marqués Brignole Sale tuvo un papel central en la cultura genovesa de su tiempo y desempeñó diversas tareas administrativas y políticas: fue embajador de la República de Génova entre 1644 y 1646 y posteriormente senador. En 1649 interrumpió su cursus honorum dejando cualquier cargo público para convertirse en sacerdote y luego en jesuita. 
En los últimos veinte años se ha revalorizado su papel en el marco de la Historia Literaria, destacando su labor como defensor del conceptismo y de su crisis, apreciando el alcance experimental de sus obras. Entre otras, escribió unas de las primeras novelas religiosas en lengua italiana, Maria Maddalena peccatrice e convertita (1636), La vita di Sant’Alessio (1648) y algunas de difícil definición formal, «contenedores» barrocos como Le instabilità dell’ingegno (1635) e Il Carnovale (1639). Durante su etapa religiosa, este brillante hombre de letras, capaz de interpretar las «inestabilidades» de su tiempo, abandonó sus intereses artísticos y aplicó su ingenio solo a la predicación, de la que, no obstante, quedan escasos testimonios.